# Mompha fulvescens
Mompha fulvescens é uma espécie de mariposa do gênero Mompha pertencente à família Coleophoridae.